# Kalanjaure
Kalanjaure är en sjö i Kiruna kommun i Lappland och ingår i Skjomavassdragets huvudavrinningsområde. Sjön har en area på 0,167 kvadratkilometer och ligger 993 meter över havet. Sjön avvattnas av vattendraget Kalanjåkka.

## Delavrinningsområde
Kalanjaure ingår i det delavrinningsområde (756298-159532) som SMHI kallar för Gräns mot Norge. Medelhöjden är 1 249 meter över havet och ytan är 15,02 kvadratkilometer. Det finns inga avrinningsområden uppströms utan avrinningsområdet är högsta punkten. Kalanjåkka som avvattnar avrinningsområdet har biflödesordning 2, vilket innebär att vattnet flödar genom totalt 2 vattendrag innan det når havet efter 9,6 kilometer. Avrinningsområdet består mestadels av kalfjäll (86 procent). Avrinningsområdet har 0,4 kvadratkilometer vattenytor vilket ger det en sjöprocent på 2,7 procent. Delavrinningsområdet täcks till 1,86 procent av glaciärer, med en yta av 0,28 kvadratkilometer.